# Irène Reymond
Pour les articles homonymes, voir Reymond.
Irène Reymond, née le 14 juin 1902 au Brassus et morte le 26 août 1998 à Lucens, est une artiste suisse.

## Biographie

### Famille
Irène Reymond, neuvième d'une fratrie de dix enfants, dont trois décédés en bas âge, naît en 1902 au Brassus, à la vallée de Joux, dans une famille vouée simultanément à l'élevage bovin et à l'horlogerie.
Son père, Jules Reymond, né dans une famille de paysans horlogers, est un paysan, ouvrier et inventeur qui crée en 1907 une petite entreprise familiale à Lucens dans le canton de Vaud, bourgade déjà très importante dans l'industrie des pierres fines où ses filles aînées travaillent comme ouvrières. L'entreprise, qui produit des aiguilles pour gramophones, des pièces pour l'industrie électronique et l'usinage du métal dur et fabrique des glaces saphir pour verres de montres, devient un établissement important : 50 employés en 1914 et jusqu'à 200 ouvrières dans les années 1960. Il sera repris par son fils unique.

### Formation
Après ses études dans la Broye, Irène Reymond part apprendre l'allemand outre-Sarine et suit les cours de l'École de commerce de Berne. Tout en dessinant et s'essayant à la peinture, elle devient maîtresse de cours au Château de Marnand, un institut pour jeunes filles à une dizaine de kilomètres de Lucens, et prend des cours avec le peintre Louis Curtat.
On la retrouve en Italie contemplant les œuvres des grands maîtres à Florence, Rome et Naples et s'émerveillant de la beauté des temples grecs en Sicile. Toutes ces découvertes et ces émotions confirment sa vocation : elle sera artiste et rien d'autre. « On ne peint pas pour peindre… on peint parce que c'est nécessaire ». Après s'être fiancée avec un photographe et avoir rompu dix jours avant leur mariage, elle part faire ses classes artistiques à Paris en 1928 : École d'Art de la ville de Paris, Académie de la Grande-Chaumière sous la houlette d'André Lhote et Fernand Léger et Académie Ranson. Elle se lie d'amitié avec Sonia et Robert Delaunay.

### Carrière artistique
Partageant son temps entre Lucens et Paris, elle expose seule ou en groupe dans des galeries à Paris : Jeanne Bucher, Lucy Krohg, Galerie Breteau en 1948 où elle expose avec Marcelle Cahn et Étienne Béothy, Galerie Barbizon en 1963, et en Suisse : Galerie Bollag en 1944, galerie Numaga à Auvernier et librairie-galerie Melisa à Lausanne, haut-lieu de la vie littéraire et artistique de Suisse romande, tenue par Roger-Jean Ségalat ; ainsi que dans des musées (Le Louvre, le musée d'Art et d'Industrie de Saint-Étienne) et des salons (Salon des réalités nouvelles et Salon des indépendants à Paris).
Excepté pendant la guerre et les vacances d'été, elle vit à Paris. En 1981, elle quitte définitivement la capitale française, estimant qu'« elle n'est plus assez bien pour y vivre ». Il faut dire qu'au 158 de la rue Saint-Jacques en face de la Sorbonne, où elle a passé ses quarante dernières années parisiennes, elle habitait un 6e étage sans ascenseur. Elle s'installe alors dans son petit atelier de Lucens, en face de la maison familiale.

### Réception
Son œuvre est bien accueillie par la critique : « Excellente coloriste dont l'imagination décorative se développe chaque jour », note Fernand Léger, « Irène Reymond, à la Galerie Lucy Krohg, montre comment l'on peut se dégager avec grâce de l'influence d'André Lhote » observent Les Nouvelles littéraires. « Passée par l'atelier d'André Lhote, de qui elle a pris un sens aigu de l'analyse une étude obstinée des volumes, une composition solide », écrit Georges Pillement dans Les Lettres françaises. « Irène Reymond expose chez Jeanne Bucher, sens de la composition, bien construit », renchérit Fermand Léger. « Travail patient, travail cohérent, richesse inventive », apprécie le quotidien suisse 24 heures. « Une rigueur impitoyable et sage », ajoute Dominique Vollichard dans le même journal. « Comme une mosaïque affolée de sa propre rigueur ». « Mais quelle science de la composition… quel sens aigu du juste équilibre entre tension et harmonie… Sous les doigts d'Irène Reymond, le collage devient un langage qui se réinvente constamment lui-même », constate Françoise Jaunin dans le quotidien suisse La Tribune de Lausanne. Et cela malgré quelques réflexions sexistes[Interprétation personnelle ?] : « Toutefois sa sensibilité féminine ne peut rester indifférente au charme et à la grâce », lâche Maurice Sérullaz dans Les Nouvelles Littéraires. « Pour une sensibilité féminine... Grâce à ce goût naturel qui est souvent l'apanage du sexe faible », Edmond Leuba.
Selon un article paru à sa mort dans le quotidien vaudois 24 heures, « son œuvre de poète intimiste qui s'inventait des microcosmes non figuratifs pleins de fraîcheur et de liberté n'a guère dépassé une audience (trop) confidentielle ».

### Mort
Elle meurt le 26 août 1998 à Lucens, à l'âge de 96 ans.

## Expositions

### Expositions personnelles
Guilde du Livre, Lausanne 1942, Galerie Bollag, Lausanne 1944, Galerie Lucy Krohg, Paris 1948, Galerie de Barbizon, Paris 1963, Galerie de la Cathédrale, Fribourg, 1975, Galerie Cinq, Lausanne, 1976, Galerie Melisa, Lausanne, 1977 et 1981, Galerie Koller, Château de Lucens, 1980, Galerie Numaga, Auvernier 1983.

### Expositions de groupes
Galerie Raspail Paris, Galerie Bonaparte Paris, Galerie Jeanne Bucher Paris, 1938. Galerie Breteau, Paris, 1949, Salon des réalités nouvelles, Paris, 1950, Salon des indépendants, Paris, "50 ans de collages", musée d'Art et d'Industrie de Saint-Étienne et musée du Louvre 1964.
Des collages sont aussi présentés lors de l'exposition à l'Espace Arlaud à Lausanne en 2006 pour l'exposition "Fondation Irène Reymond 1986-2005, 53 lauréats" et en 2012 au musée de Pully lors de l'exposition "Prix Irène Reymond, lauréats 2006-2011".

## Fondation Irène Reymond
En 1983, soit quinze ans avant son décès, Irène Reymond décide de créer une fondation qui porte son nom. Celle-ci est créée devant notaire en 1984 et se donne pour mission de soutenir des artistes romands ou vivant en Suisse romande. Depuis 1986, la Fondation Irène Reymond décerne de 1 à 4 prix annuels. Elle a ainsi distribué près d'un million trois cent mille francs suisses à ce jour et soutenu plus de 100 artistes.

## Filmographie
- Irène Reymond apparaît avec quatre de ses sœurs dans le film consacré à son père, La Mort du grand-père ou Le Sommeil du juste réalisé par Jacqueline Veuve et sorti en 1978[42], film qui a fait l'objet d'un livre éponyme, préfacé par Bertil Galland et édité par la Cinémathèque suisse en 1983[18].
- Irène Reymond, artiste peintre, 1902-1998, documentaire écrit et réalisé par Jacqueline Veuve, 12 min, Aquarius Films Production, 2005.